# The Black Seeds
I The Black Seeds sono un gruppo musicale neozelandese di musica fusion attivo dal 1998.

## Formazione

### Formazione attuale
- Barnaby Weir
- Mike Fabulous
- Daniel Weetman
- Lee Prebble
- Jarney Murphy
- Tim Jarray
- Jabin Ward
- Nigel Patterson
- Barrett Hocking

### Ex componenti
- Bret McKenzie
- Rich Christie
- Shannon Williams
- Andrew Christiansen
- Toby Laing

## Discografia
- 2001 - Keep on Pushing L.P.
- 2004 - On the Sun
- 2006 - Into the Dojo
- 2007 - Sometimes Enough (EP)
- 2007 - Live Vol. 1
- 2008 - Solid Ground
- 2012 - Dust and Dirt